# Fundación Charles Darwin

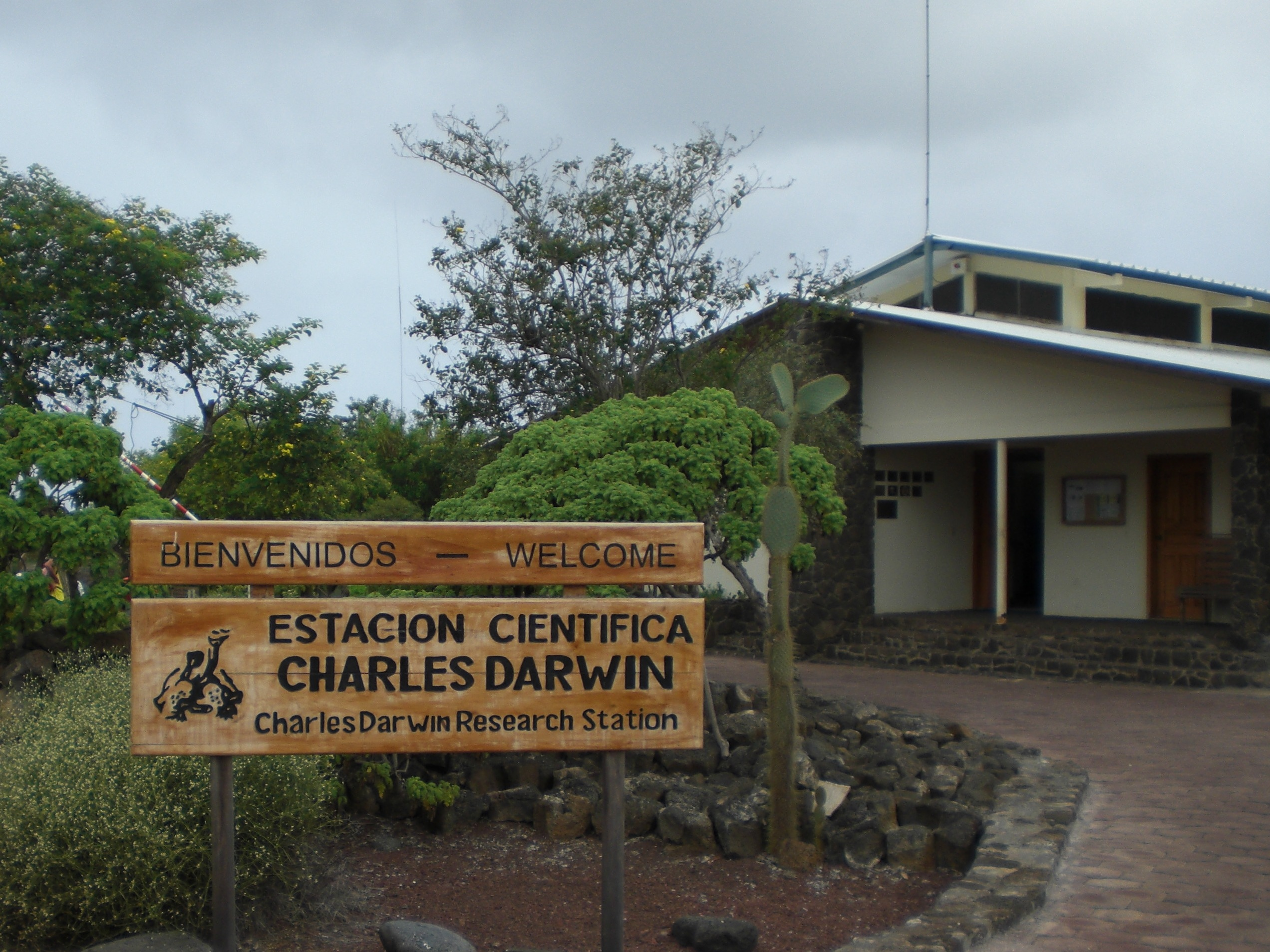
La Estación Científica Charles Darwin en Puerto Ayora, Provincia de Galápagos, Ecuador.

La Fundación Charles Darwin para las Islas Galápagos o FCD (del inglés: Charles Darwin Foundation) es una institución belga sin fines de lucro fundada el año 1959 con la ayuda de la Unión Internacional para la Conservación de la Naturaleza, la UNESCO, y la organización Conservacionistas Mundiales. Su objetivo principal es proteger y mantener la conservación de los ecosistemas de las Islas Galápagos.
La organización trabaja directamente con la Dirección del Parque Nacional Galápagos (PNG) dependiente del Gobierno de Ecuador, incluyendo a más de cien científicos, educadores, voluntarios, estudiantes de investigación y diverso personal de apoyo internacional.

## Historia
La Fundación Charles Darwin (FCD) se estableció en 1959, año en que también se creó legalmente el Parque Nacional Galápagos. Ambas instituciones se crearon para proteger la vida silvestre y conservar los ecosistemas de Galápagos: el Parque Nacional como una institución gubernamental que hace cumplir las leyes y normas de conservación, la FCD como una organización internacional que realiza investigaciones y proporciona conocimientos científicos. Las dos instituciones se complementan entre sí y ambas llevan a cabo programas de educación y capacitación.  
Pero, ¿qué y quiénes participaron en el inicio de la FCD? Claramente, las dos personas que iniciaron ese proceso fueron Robert Bowman e Irenäus Eibl-Eibesfeldt, dos científicos jóvenes que, independientemente el uno del otro, realizaron investigaciones sobre las aves y otra vida silvestre en Galápagos en 1952 y 1954. A su regreso a California y Alemania respectivamente, ambos hicieron sonar las alarmas, también independientemente uno del otro, en la Unión Internacional para la Conservación de la Naturaleza (UICN).
Informaron de que gran parte de la vida silvestre endémica de Galápagos estaba siendo destruida por la depredación humana directa y por las especies invasoras introducidas. Predijeron que muchas especies endémicas se extinguirían pronto y que ecosistemas enteros de Galápagos se derrumbarían y desaparecerían. Pidieron que se adoptaran medidas de conservación eficaces y subrayaron la necesidad de construir una estación de investigación en las islas.
La UICN acababa de ser creada unos años antes por la UNESCO por iniciativa de su primer director general, el biólogo británico Julian Huxley. Las advertencias de Bowman y Eibl fueron escuchadas y comprendidas por la UICN y apoyadas por prominentes científicos de Europa, Ecuador y los Estados Unidos.
Hasta este punto, estas conversaciones sobre los planes para una estación en Galápagos se quedaron sólo en eso: hablar. Las cosas se volvieron más serias y concretas cuando la UNESCO fue involucrada. La UNESCO tenía poder financiero e imaginó que el gobierno ecuatoriano se sentía cómodo con la participación de esa organización porque Ecuador se había unido a la UNESCO justo después de su creación en 1946. Así que, a petición del Ecuador, la UNESCO financió una expedición de tres meses, que más tarde se conoció como la "Misión de la UNESCO".
El objetivo de esta misión era proporcionar más información sobre el statu quo en Galápagos, presentar recomendaciones para la adopción de medidas e informar al público en general sobre el valor excepcional de estas islas. Eibl fue nombrado "Experto de la UNESCO" y Bowman y dos periodistas de la revista LIFE se sumaron a la misión con financiación adicional de los Estados Unidos. Bowman fue incluido para que "pudiera servir como delegado de los Estados Unidos en la misión de la UNESCO", como escribió más tarde en su informe. Y la tarea de los dos periodistas era "obtener una adecuada documentación fotográfica de las islas y su biota con fines publicitarios". 
Gracias al apoyo logístico de la marina ecuatoriana esta misión fue un éxito. El grupo era realmente heterogéneo, que se mantuvo unido en Galápagos de julio a noviembre de 1957. Produjeron importantes informes que describían la grave situación de conservación de Galápagos, promoviendo una mejor protección de las islas e impulsando el establecimiento de una estación de investigación.
La creación legal real de la Fundación Charles Darwin parece haber sido un acto poco espectacular: Bajo el liderazgo de Julian Huxley, primer director general de la UNESCO, se formó un Consejo Ejecutivo compuesto esencialmente por un núcleo de los que habían impulsado la idea en Londres, más dos personas que representaban al Gobierno del Ecuador y a la comunidad norteamericana de científicos y conservacionistas. La organización se estableció en Bruselas en virtud de la ley belga el 23 de julio de 1959, cien años después de la publicación de "El origen de las especies" de Darwin.

## Organización
La Fundación Charles Darwin es una institución internacional con raíces plantadas firmemente en la tierra Ecuatoriana. Proveemos oportunidades para los residentes locales, mientras también se promueve la colaboración internacional y el intercambio de conocimiento, el cual es muy valioso para los esfuerzos de investigación y conservación. Nuestro personal está conformado por un 76% de Ecuatorianos, tomando en cuenta que el 54% son Galapagueños.

#### Asamblea General
La Asamblea General es el órgano rector de la Fundación Charles Darwin (FCD). Los científicos, miembros del gobierno del Ecuador, miembros de instituciones asociadas y otras organizaciones e individuos locales e internacionales proveen dirección a la Fundación como miembros de la Asamblea.
La Asamblea General se rige bajo los Estatutos de la FCD y sus tareas incluyen la elección de la Junta Directiva, establecimiento de políticas, emisión de regulaciones y la aprobación final del Plan de Operativo y el presupuesto de la FCD. Los miembros cumplen roles gobernantes, honorarios y activos, y se reúnen anualmente para hacer negocios. Los miembros Gobernantes Individuales y Miembros Gobernantes Institucionales son seleccionados por su apoyo continuo a la misión de la Fundación.
El Gobierno Nacional del Ecuador y la Organización de las Naciones Unidas para la Educación, la Ciencia y la Cultura son Miembros Gobernantes Institucionales permanentes. Se conceden afiliaciones honorarias a quienes han contribuido significativamente a la conservación de Galápagos. Miembros Individuales Activos son seleccionados basados en su apoyo continuo de la Fundación a través de sus actividades y / o contribuciones financieras.

###### Junta Directiva
El rol de la Junta Directiva de la FCD es proveer la dirección y la asesoría de las operaciones de la Estación Científica Charles Darwin, y actuar como un enlace de la Asamblea General.
Nuestros miembros de la Junta vienen de distintos países y circunstancias, lo que les permite aportar con su experiencia en una amplia gama de temas.

## Estación Científica Charles Darwin
La Estación Científica Charles Darwin (ECCD) está ubicada en Puerto Ayora, Isla Santa Cruz y es el brazo operativo de la Fundación Charles Darwin (FCD).
Se inauguraron las instalaciones en 1964 para que científicos pudiesen usar la estación como base de sus investigaciones en las Islas Galápagos para asesorar a las acciones de manejo de la Dirección del Parque Nacional Galápagos (DPNG).
Por décadas la ECCD ha trabajado en proyectos de conservación, restauración y desarrollo sostenible para asegurar un buen manejo del archipiélago. Más de un centenar de científicos, educadores, asistentes de investigación, personal de apoyo y voluntarios de todo el mundo han participado en este esfuerzo. Actualmente, el personal de la organización está conformado por más de 75% de ecuatorianos y está comprometida con la formación profesional de los residentes permanentes de Galápagos.
Nuestras instalaciones incluyen áreas de trabajo restringidas a los visitantes, como oficinas y laboratorios para investigación marina y terrestre, sala de conferencias y colecciones de historia natural. También ofrecen áreas abiertas al público, como jardines nativos, biblioteca y sala de exhibiciones. Además de ser un punto de interés turístico, la Estación Científica Charles Darwin es esencial para proporcionar conocimientos científicos y asistencia técnica al Gobierno de Ecuador para asegurar la conservación de Galápagos.

## Proyectos de investigación
La investigación nos permite proporcionar información oportuna con el fin de ayudar a proteger, gestionar y mantener los ecosistemas únicos y la conservación de Galápagos.
- Buscando métodos de control para la mosca invasora Philornis downsi: Veinte especies de aves de Galápagos, incluyendo doce especies de pinzones de Darwin están amenazadas por una mosca parasítica, Philornis downsi. Esta mosca fue introducida accidentalmente a Galápagos y está afectando seriamente la supervivencia de varias de estas especies de aves, incluido el pinzón de manglar en peligro crítico.
- Conservación de las poblaciones amenazadas de pequeñas aves terrestres: En las Islas Galápagos hay 28 especies endémicas de pequeñas aves terrestres, incluyendo a los famosos pinzones de Darwin (17 especies) y los carismáticos cucuves (4 especies). Estudios recientes indican que algunas poblaciones de aves están sufriendo graves disminuciones, en particular en las islas habitadas. Estamos realizando estudios para comprender la causa de este declive.
- Ecología de Tiburones: Debido a la protección brindada por la Reserva Marina a ecosistemas y especies marinas, las Galápagos son uno de los pocos sitios en el mundo donde las poblaciones de tiburones se encuentran en un buen estado de conservación y representan una oportunidad única para su estudio.
- Estado poblacional de aves marinas: El pingüino de Galápagos (Spheniscus mendiculus), el cormorán no volador (Phalacrocorax harrisi) y el albatros de Galápagos (Phoebastria irrorata) son aves endémicas del archipiélago de Galápagos en Ecuador. Éstas se encuentran en la Lista Roja de especies amenazadas de la UICN. Anualmente se monitorea el estado poblacional de estas especies en las islas en colaboración con la Dirección del Parque Nacional Galápagos.
- Estudio de la ecología y distribución de la rana invasora: La rana de árbol (Scinax quinquefasciatus) es una invasora reciente de las Islas Galápagos. Fue introducida desde Ecuador continental, probablemente durante El Niño de 1997/1998. La Fundación Charles Darwin lleva a cabo una investigación de la alimentación, distribución, utilización del hábitat y dispersión potencial de esta especie.
- Investigación de la mortalidad de aves en las carreteras de la isla Santa Cruz: La incidencia de colisiones de aves con automotores en la carretera Puerto Ayora - Canal de Itabaca es alto. El seguimiento a la frecuencia de estos casos nos permite evaluar cuáles son las áreas de mayor incidencia, así como identificar los mecanismos para mitigar este problema.
- Mapeo de vegetación para la restauración de ecosistemas: Los mapas de vegetación proveen una importante herramienta para guiar acciones de manejo para la restauración de los ecosistemas terrestres en las Islas Galápagos. Utilizamos imágenes satelitales y de drones para generar mapas de muy alta resolución que muestran la distribución y abundancia de especies de plantas invasoras y endémicas.
- Monitoreo Ecológico Submareal: El programa de Monitoreo Ecológico Submareal en Galápagos, ha permitido el reconocimiento de patrones y procesos que son de importancia fundamental en los ecosistemas costeros-marinos. Al observar la condición ecológica submareal se ilustraría las amenazas y los riesgos actuales a los que están más expuestos estos ecosistemas, y los mecanismos para mitigarlos / minimizarlos.
- Montes submarinos de la Reserva Marina de Galápagos: Debido a la historia volcánica del archipiélago de Galápagos, se sabe que cientos de montañas submarinas se encuentran dispersas en el fondo marino de la Reserva. En colaboración con la Dirección del Parque Nacional Galápagos (DPNG), estamos liderando un esfuerzo de colaboración multi-institucional para caracterizar la biodiversidad, la ecología y el entorno físico de estos ecosistemas de aguas profundas aún sin explorar.
- Programa de Ecología de Movimiento de Tortugas de Galápagos: La migración de las tortugas gigantes de Galápagos cumple un papel fundamental en el mantenimiento saludable de sus poblaciones. Entender las implicaciones ecológicas, sociales y sanitarias de dicha migración nos permite disminuir las amenazas que enfrentan las tortugas y contribuir a su conservación.
- Programa de Especies Invasoras Marinas: Las Islas Galápagos están bajo amenaza por posibles especies invasoras marinas, dada la conectividad que existe dentro de la región del Pacífico Este Tropical, el aumento del turismo y tráfico marino asociado, así como el efecto de eventos climáticos extremos como El Niño-Oscilación del Sur (ENOS). Desarrollamos evaluaciones de riesgo junto con protocolos para la prevención, detección temprana y manejo de especies invasoras marinas en la Reserva Marina de Galápagos (RMG).
- Protección y recuperación del Pinzón de Manglar: El Pinzón de Manglar (Camarynchus heliobates) es una de las 14 especies de “pinzones de Darwin” que solo viven en las Islas Galápagos. Es el ave más rara del archipiélago con una población estimada de 100 individuos que habitan en apenas 30 hectáreas en dos lugares de la Isla Isabela.
- Recuperación de Especies en Peligro de Extinción en Áreas Protegidas del Parque Nacional Galápagos: El GV2050 espera contribuir a la preservación de la biodiversidad de Galápagos a través de la recuperación de las especies amenazadas. Actualmente el proyecto se centra en la recuperación de 3 especies en peligro de extinción; Lecocarpus lecocarpoides, Galvezia leucantha subps. leucantha, y Scalesia retroflexa.
- Reduciendo las amenazas para las tortugas marinas: Las Islas Galápagos son un sitio clave para la conservación de la tortuga verde Chelonia mydas, ya que alberga la segunda colonia anidadora más importante de la región. El proyecto busca reducir la incidencia de tortugas marinas heridas y muertas por causa de la interacción con las embarcaciones en la Reserva Marina de Galápagos.
- Restauración del Ecosistema de Los Gemelos: La cobertura vegetal de los bosques nativos en la zona de los Gemelos ha sufrido una reducción significativa en los últimos años. El Área de Los Gemelos está ubicada en la parte alta de la isla Santa Cruz, son dos formaciones geológicas de cráteres. Este proyecto pretende entender de mejor manera la forma de incrementar la capacidad de restauración de esta zonas, analizando los factores que afectan esta capacidad.
- Restauración ecológica de la isla Baltra: El GV2050 inició esfuerzos para restablecer la flora en la Isla Baltra a partir del 2013, obteniendo resultados valiosos sobre la efectividad del uso de tecnologías ahorradoras de agua.
- Restauración ecológica de la isla Española Opuntia megasperma: Este proyecto busca contribuir a la restauración de la integridad ecológica de la isla Española a través de la recuperación de la población de Opuntia megasperma var. orientalis utilizando estrategias de restauración innovadoras y efectivas.
- Restauración ecológica de la Plaza Sur, Opuntia echios: El proyecto se centra en la restauración ecológica de la isla Plaza Sur, a través de la restauración de la población de Opuntia echios var. echios utilizando como ecosistema de referencia a la isla Plaza Norte.
- Restauración ecológica en sitios de Uso Especial: El programa Galápagos verde 2050 lleva a cabo restauración ecológica de áreas degradadas de minas de granillo y botaderos de basura abandonados, utilizando especies nativas y endémicas en las islas Baltra, Floreana, Isabela, San Cristóbal, y Santa Cruz
- Restauración ecológica rural: En las islas Santa Cruz, San Cristóbal y Floreana: El programa Galápagos verde 2050 lleva a cabo restauración ecológica de áreas rurales a través de la siembra de especies endémicas y nativas (usando herramientas para la restauración ecológica) conjuntamente con las especies de interés agrícola con la finalidad de recuperar el espacio ocupado por especies invasoras y establecer sistemas agroforestales.